# 140 до н. е.

## Події
- Марк Юній Брут стає претором.

## Народились
- Луцій Ліциній Красс — давньоримський оратор, політик, консул 95 до н. е., цензор 92 до н. е.